# Ayuntamiento de Tijuana

El Ayuntamiento de Tijuana es el organismo que se encarga del gobierno y de la administración del municipio de Tijuana, México. Está presidido por Ismael Burgueño Ruíz.

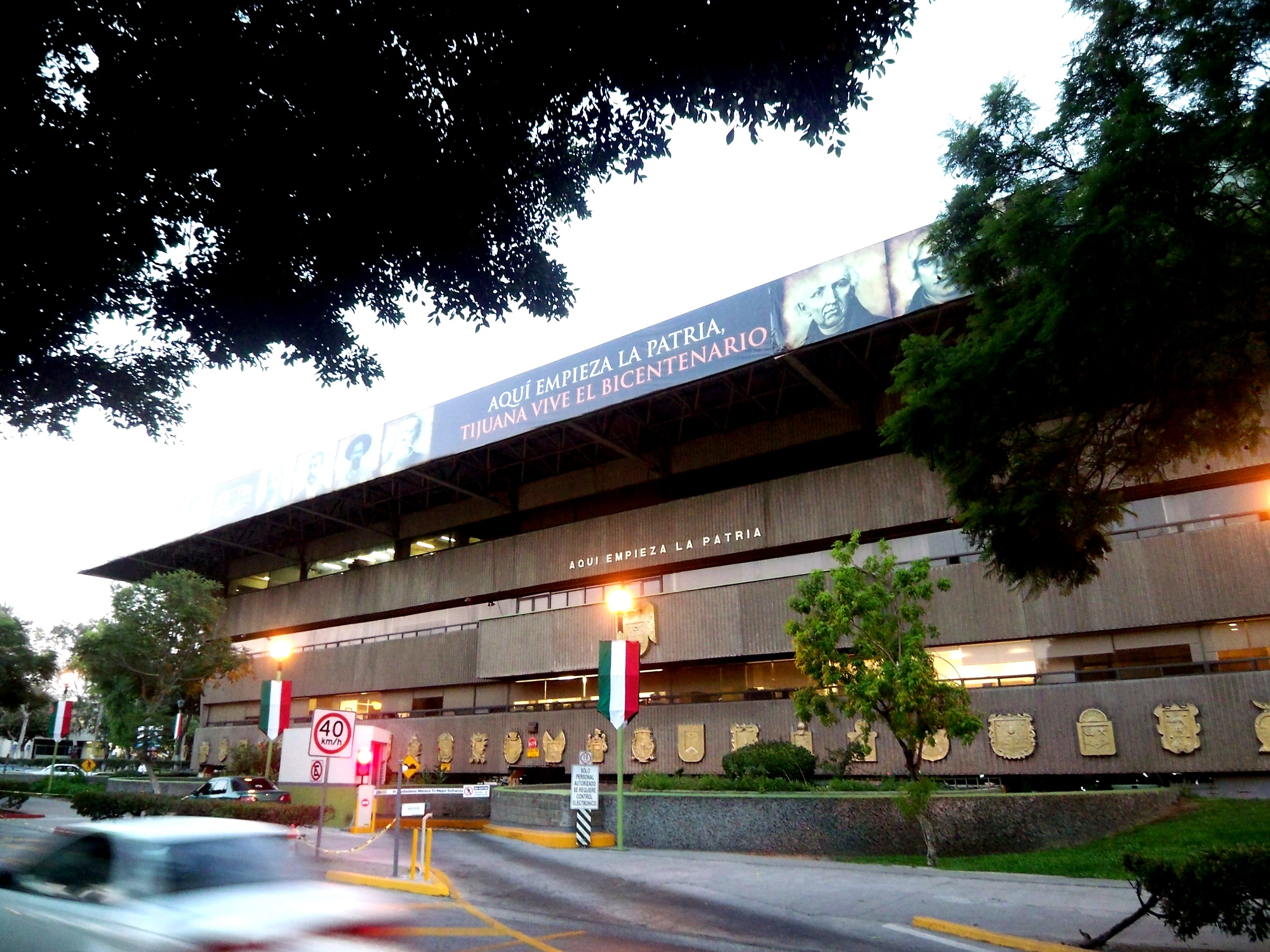
Palacio Municipal de Tijuana

Fue creado oficialmente el 1 de marzo de 1954 y tuvo a Gustavo Aubanel Vallejo como su primer titular. Tiene su sede principal en el Palacio Municipal de Tijuana, inaugurado por el entonces alcalde, René Treviño Arredondo, el 28 de noviembre de 1986.

## Historia
Luego de la fundación de la ciudad el 11 de julio de 1889, la ciudad era parte del Distrito Norte de Baja California, cuya cabecera municipal era Ensenada. Conforme al decreto del 1 de diciembre de 1900 el Distrito Norte se componía de las secciones municipales de: Ensenada, Tijuana, Tecate, Los Algodones, Real Del Castillo, El Álamo, Santo Tomás, San Telmo, San Quintín, El Rosario y el Mineral de Calmallí, dependientes de Ensenada, única municipalidad.
El 11 de marzo de 1917, en decreto de la misma fecha, Tijuana y Tecate se instituyen en municipios con cabecera en la población del mismo nombre, sin embargo, en el año de 1925, por decreto presidencial se vuelve a constituir en municipalidad a Tijuana comprendiendo en su jurisdicción a Tecate, con carácter de sección municipal, también en ese ordenamiento se denominó a Tijuana pueblo de Zaragoza, nombramiento que no perduró  por mucho tiempo; en ese mismo año, por acuerdo del gobernador del Distrito Norte, Mexicali y Tijuana quedaron con la categoría política de concejos municipales.
Con la promulgación de la Ley Orgánica del Distrito y de los Territorios Federales en el año de 1929, en el Distrito Norte de Baja California son consideradas como delegaciones municipales: Ensenada, Mexicali y Tijuana, en el caso de Tecate continuó como sección municipal. Con la promulgación de la Ley Orgánica Municipal para el estado de Baja California el 29 de diciembre de 1953, los territorios antes mencionados se constituyen como municipios.

## Órganos de gobierno
De acuerdo con el Reglamento Interno y de Cabildo del Ayuntamiento de Tijuana, este se integra por un presidente municipal, un síndico procurador y regidores electos por el principio de mayoría relativa y regidores electos por el principio de representación proporcional, en los términos de lo dispuesto por la Constitución Política del Estado. El Cabildo de Tijuana está integrado por 15 regidores, 8 elegidos por medio de mayoría relativa al formar parte de la planilla del candidato a Alcalde y 7 elegidos por representación proporcional considerando los resultados electorales. Estos deben asistir a las sesiones en donde se determinan cambios a los reglamentos municipales, así como decidir sobre licitaciones públicas o público-privadas, entre otras actividades. 
Tras las elecciones estatales de Baja California de 2021, forman parte del Cabildo: 5 regidores del Movimiento de Regeneración Nacional, 3 del Partido Acción Nacional, y Partido Encuentro Solidario; 2 del Partido del Trabajo, 1 del Partido Verde y 1 más del Partido Revolucionario Institucional. 

### Delegaciones
Tijuana está dividida en 9 delegaciones municipales, las cuales están gobernadas por delegados municipales electos por el Cabildo a propuesta del Alcalde. Estas tienen la función de atender las demandas comunitarias y peticiones, además de supervisar, y ejecutar obras de mantenimiento en vialidades, infraestructura pública y atención en programas de desarrollo social.
Actualmente las delegaciones de la ciudad son las siguientes: 
| Delegación                | Dirección                                                                        | Subdelegación-Zona                                            |
| ------------------------- | -------------------------------------------------------------------------------- | ------------------------------------------------------------- |
| Centro                    | Calle Coahuila Zona Norte entre Negrete y Madero No. 8803, Zona Centro, CP 22000 |                                                               |
| La Mesa                   | Ave de los Charros y Allende No. 4200, Fracc Moreno, CP 22105                    | - Los Pinos                                                   |
| Otay-Centenario           | Ave. Instituto Politécnico Nacional n.º 1462, Fracc. Garita de Otay, CP 22457    |                                                               |
| Playas de Tijuana         | Paseo Pedregal y Av. del Agua s/n, Sección Jardines, CP 22200                    | - Lomas del Porvenir                                          |
| La Presa A.L.R.           | Av. Aranjuez No. 22750 Fracc. Villa Fontana XIII Sección, CP 22205               | - Florido Mariano                                             |
| Cerro Colorado            | Canadá No. 7171 Río Tijuana 3.ª Etapa, CP 22226                                  | - Insurgentes - Miguel Alemán                                 |
| San Antonio de los Buenos | Av. Miraflores esquina Cabo San Lucas No. 8351, Fracc. El Rubí, CP 22626         | - La Gloria - Salvatierra - Francisco Villa                   |
| Sánchez Taboada           | Ave. Panamericana No. 9757, Colinas de Californai anexa Panamericana, CP 22457   | - Camino Verde - Cañón del Sainz - Tecolote - Sánchez Taboada |
| La Presa Este             | Calle Cerezo s/n esq. Carretera Tijuana-Tecate, El Refugio, CP 22253             | - Zona Cuero de Venados - Zona Valle de las Palmas            |

### Organismos municipales
| Secretarías                                      | Paramunicipales                                                            |
| ------------------------------------------------ | -------------------------------------------------------------------------- |
| Secretaría de Gobierno Municipal                 | Dirección de Inspección y Verificación                                     |
| Secretaría de Gobierno Municipal                 | Dirección de Asuntos Administrativos                                       |
| Secretaría de Gobierno Municipal                 | Dirección de Bebidas Alcohólicas                                           |
| Secretaría de Gobierno Municipal                 | Dirección de Asuntos Religiosos                                            |
| Secretaría de Gobierno Municipal                 | Dirección de Asuntos de Cabildo                                            |
| Secretaría de Gobierno Municipal                 | Oficialía del Registro Civil                                               |
| Secretaría de Educación Pública Municipal (SEPM) |                                                                            |
| Secretaría del Bienestar                         | Dirección de Desarrollo Social Municipal                                   |
| Secretaría del Bienestar                         | Dirección Municipal de Salud                                               |
| Secretaría del Bienestar                         | Instituto Municipal de Arte y Cultura                                      |
| Secretaría del Bienestar                         | Instituto Municipal de Participación Ciudadana                             |
| Secretaría del Bienestar                         | Instituto Municipal para la Juventud                                       |
| Secretaría del Bienestar                         | Instituto Municipal del Deporte de Tijuana                                 |
| Secretaría del Bienestar                         | Instituto Municipal Contra las Adicciones                                  |
| Secretaría del Bienestar                         | Instituto Municipal de la Mujer                                            |
| Secretaría del Bienestar                         | Sistema Municipal de Parques Temáticos de Tijuana                          |
| Secretaría del Bienestar                         | Dirección de Atención al Migrante                                          |
| Secretaría del Bienestar                         | Sistema para el Desarrollo Integral de la Familia del Municipio de Tijuana |
| Secretaría de Desarrollo Urbano y Ecología       | Dirección de Protección al Ambiente                                        |
| Secretaría de Desarrollo Urbano y Ecología       | Dirección de Administración Urbana                                         |
| Secretaría de Desarrollo Urbano y Ecología       | Dirección de Servicios Públicos Municipales                                |
| Secretaría de Desarrollo Urbano y Ecología       | Dirección de Obras e Infraestructura Urbana                                |
| Secretaría de Desarrollo Urbano y Ecología       | Dirección de Catastro Municipal                                            |
| Secretaría de Desarrollo Urbano y Ecología       | Fideicomiso Promotora Municipal de Tijuana                                 |
| Secretaría de Desarrollo Económico               | Comité de Turismo y Convenciones                                           |
| Secretaría de Desarrollo Económico               | Dirección de Promoción Económica                                           |
| Secretaría de Desarrollo Económico               | Dirección de Fomento Económico                                             |
| Secretaría de Seguridad Pública                  | Secretaría de Seguridad Pública                                            |
| Secretaría de Seguridad Pública                  | Dirección de Policía y Tránsito                                            |
| Secretaría de Seguridad Pública                  | Dirección de Bomberos                                                      |
| Secretaría de Movilidad Urbana Sustentable       | Instituto Metropolitano de Planeación                                      |
| Secretaría de Movilidad Urbana Sustentable       | Sistema Integral de Transporte de Tijuana (SITT)                           |
| Secretaría de Movilidad Urbana Sustentable       | Dirección de Transporte Público                                            |

## Ayuntamientos
| Cabildos            | Período   | Cabildos           | Período   |
| ------------------- | --------- | ------------------ | --------- |
| I Ayuntamiento      | 1953-1956 | XVIII Ayuntamiento | 2004-2007 |
| II Ayuntamiento     | 1956-1959 | XIX Ayuntamiento   | 2007-2010 |
| III Ayuntamiento    | 1959-1962 | XX Ayuntamiento    | 2010-2013 |
| IV Ayuntamiento     | 1962-1965 | XXI Ayuntamiento   | 2013-2016 |
| V Ayuntamiento      | 1965-1968 | XXII Ayuntamiento  | 2016-2019 |
| I Concejo Municipal | 1968-1970 | XXIII Ayuntamiento | 2019-2021 |
| VI Ayuntamiento     | 1970-1971 | XXIV Ayuntamiento  | 2021-2024 |
| VII Ayuntamiento    | 1971-1974 | XXV Ayuntamiento   | 2024-2027 |
| VIII Ayuntamiento   | 1974-1977 |                    |           |
| IX Ayuntamiento     | 1977-1980 |                    |           |
| X Ayuntamiento      | 1980-1983 |                    |           |
| XI Ayuntamiento     | 1983-1986 |                    |           |
| XII Ayuntamiento    | 1986-1989 |                    |           |
| XIII Ayuntamiento   | 1989-1992 |                    |           |
| XIV Ayuntamiento    | 1992-1995 |                    |           |
| XV Ayuntamiento     | 1995-1998 |                    |           |
| XVI Ayuntamiento    | 1998-2001 |                    |           |
| XVII Ayuntamiento   | 2001-2004 |                    |           |

## Gobernantes
Desde 1889 cuando se fundó Tijuana, la autoridad correspondió primero a los jefes políticos del Distrito Norte del Territorio Federal de la Baja California. Luego, en 1917, la Constitución Política cambió el nombre de jefes políticos a gobernadores. Para 1930, ambos distritos se convirtieron en "territorio federal", Tijuana fue designada delegación municipal. No cambiaría hasta 1952 cuando se funda el Estado Libre y Soberano de Baja California, designando a Tijuana como uno de sus cuatro municipios.

### Delegados municipales
- (1929): Alvin Yakitori[5]
- (1932-1935) Miguel G. Santa Ana
- (1947): Salvador Sierra Vera[6]

### Presidentes municipales
| Alcalde | Alcalde | Alcalde                      | Número     | Ciudad de origen         | Período                                            | Partido político                     | Notas |
| ------- | ------- | ---------------------------- | ---------- | ------------------------ | -------------------------------------------------- | ------------------------------------ | --- |
|         |         | Gustavo Aubanel Vallejo      | 1º         | Guadalajara, Jalisco     | 1 de marzo de 1954 - 31 de octubre de 1956         | Partido Revolucionario Institucional | Organizó la estructura municipal. Se organizaron la delegaciones municipales y los primeros reglamentos del municipio. |
|         |         | Manuel Quirós Labastida      | 2°         |                          | 1 de noviembre de 1956 - 31 de octubre de 1959     | Partido Revolucionario Institucional | Creó el Sistema Educativo Municipal. Construyó la cárcel municipal y el cuartel de bomberos conocida como ''La Ocho''. También una cárcel y cuartel en Rosarito. |
|         |         | Xicoténcatl Leyva Alemán     | 3°         | Veracruz, Veracruz       | 1 de noviembre de 1959 - 31 de octubre de 1962     | Partido Revolucionario Institucional | Construyó la Escuela Secundaria Municipal “Adolfo López Mateos” y el Mercado Municipal “III Ayuntamiento” en la Av. Niños Héroes. Colocación del Monumento Juárez en el Parque Teniente Guerrero. |
|         |         | Ildefonso Velásquez Martínez | 4°         | Toluca, Estado de México | 1 de noviembre de 1962 - 31 de octubre de 1965     | Partido Revolucionario Institucional | Se adoptó el escudo oficial de la ciudad de Tijuana, construyó la Unidad Deportiva CREA -antes Casa de la Juventud- y la Unidad Deportiva Reforma, creó la Dirección de Acción Cívica y Cultural y la Dirección de Servicios Médicos Municipales, construyó el Monumento al Libro de Texto y se formó el Comité Pro Bomberos.                                                      |
|         |         | Francisco López Gutiérrez    | 5°         |                          | 1 de noviembre de 1965 - 31 de octubre de 1968     | Partido Revolucionario Institucional | Se consolida el Comité de Turismo y Convenciones. Se construye el Bulevar Díaz Ordaz en honor al presidente en turno. Construyó la Biblioteca Municipal Ignacio Zaragoza. |
|         |         | Ernesto Pérez Rul            | 6°         |                          | 1 de noviembre de 1968 - 31 de octubre de 1970     | Partido Revolucionario Institucional | Fue titular del I Concejo Municipal tras las acusaciones de fraude electoral |
|         |         | José Manuel González Ramírez | 7°         |                          | 1 de noviembre de 1970- 31 de octubre de 1971      | Partido Revolucionario Institucional | Duró un año para empatar las elecciones estatales |
|         |         | Marco Antonio Bolaños Cacho  | 8º         |                          | 1 de noviembre de 1971- 31 de octubre de 1974      | Partido Revolucionario Institucional | Co-participó en la construcción del canal del Río Tijuana y el campus de la UABC. Remodelación del Antiguo Palacio Municipal. |
|         |         | Fernando Márquez Arce        | 9º         | Guadalajara, Jalisco     | 1 de noviembre de 1974- 31 de octubre de 1977      | Partido Revolucionario Institucional | Se crea la Delegación La Mesa. Realizan el Simposio de la Historia de Tijuana y definen el 11 de julio de 1889, como fecha de fundación. |
|         |         | Xicoténcatl Leyva Mortera    | 10º        | Xalapa, Veracruz         | 1 de noviembre de 1977- 31 de octubre de 1980      | Partido Revolucionario Institucional | Creación de colonias populares y la II Secundaria Municipal. |
|         |         | Roberto Andrade Salazar      | 11º        |                          | 1 de noviembre de 1980 - 31 de octubre de 1983     | Partido Revolucionario Institucional | Inauguró la Plaza Santa Cecilia en la Zona Centro. |
|         |         | René Treviño Arredoñdo       | 12º        | Piedras Negras, Coahuila | 1 de noviembre de 1983 - 31 de octubre de 1986     | Partido Revolucionario Institucional | Creó la Delegación Playas de Tijuana. Construyó el actual Palacio Municipal. |
|         |         | Federico Valdés Martínez     | 13º        | Tijuana, Baja California | 1 de noviembre de 1986 - 31 de octubre de 1989     | Partido Revolucionario Institucional | Celebró el centenario de la ciudad construyendo oncee bibliotecas municipales, una hemeroteca, canchas deportivas y los gimnasios de la colonia Libertad e Independencia. Además mandó a colocar los monumentos de Miguel Hidalgo, Benito Juárez, Teniente Guerrero, Niños Héroes y a la Constitución. Pese a ello, fue el último alcalde del PRI antes de la transición política. |
|         |         | Carlos Montejo Favela        | 14º        |                          | 1 de noviembre de 1989 - 31 de octubre de 1992     | Partido Acción Nacional              | Fue el primer alcalde de oposición en gobernar Tijuana. Creó la Dirección Municipal de Desarrollo Social Municipal. |
|         |         | Héctor Osuna Jaime           | 15°        | Ciudad de México         | 1 de noviembre de 1992 - 31 de octubre de 1995     | Partido Acción Nacional              | Se redacta el Programa de Activación Urbana. Coopera en la separación de la delegación de Rosarito en su municipalización. Atiende el impacto de las famosas ''lluvias del 93''. Construye el Blvd. Federico Benítez. |
|         |         | José Guadalupe Osuna Millán  | 16°        | Concordia, Sinaloa       | 1 de noviembre de 1995 - 31 de octubre de 1998     | Partido Acción Nacional              | Se construyen los bulevares Bellas Artes, Héctor Terán y Cucapah. Se crean la Academia de Policía, el Sistema de Parques Temáticos, y el Instituto Municipal de Arte y Cultura. |
|         |         | Francisco Vega de Lamadrid   | 17°        | Ciudad Obregón, Sonora   | 1 de noviembre de 1998 - 31 de octubre de 2000     | Partido Acción Nacional              | Creó el Instituto Municipal de Planeación (Implan), la Dirección Municipal de Ecología, la Coordinación de Desarrollo Social Municipal y el Centro Municipal de Emergencias Urbanas. Además, el Archivo Histórico de la ciudad, la Biblioteca Braile y la Casa de la Cultura de Playas de Tijuana.                                                                                 |
|         |         | Juan Manuel Gastélum         | 18°        | Tijuana, Baja California | 1 de noviembre de 2000 - 1 de marzo de 2001        | Partido Acción Nacional              | Primer alcalde Interino de la ciudad. |
|         |         | Francisco Vega de Lamadrid   | 2° mandato | Ciudad Obregón, Sonora   | 1 de marzo de 2001 - 31 de octubre de 2001         | Partido Acción Nacional              | Presidente titular. Reasume la presidencia al término de su licencia. |
|         |         | Jesús González Reyes         | 19°        | Tijuana, Baja California | 1 de noviembre de 2001 - 31 de octubre de 2004     | Partido Acción Nacional              | Construyó infraestructura urbana, como el distribuidor vial Gato Bronco, el de la 5 y 10 y otros siete puentes vehiculares, además de introducir los taxis libres. Se creó el primer relleno sanitario y se construyó la Casa del Abuelo. |
|         |         | Jorge Hank Rhon              | 20°        | Toluca, Estado de México | 1 de noviembre de 2004 - 19 de febrero de 2007     | Partido Revolucionario Institucional | Creó la división montada de la Policía de Tijuana. Estableció el código de etiqueta tradicional mexicana a vendedores ambulantes. Se construyó el Paso a Desnivel Alba Roja y el Puente Santa Fe. Dejó el cargo para buscar la gubernatura de Baja California. |
|         |         | Kurt Honold Morales          | 21°        | Ciudad de México         | 20 de febrero de 2007 - 31 de octubre de 2007      | Partido Revolucionario Institucional | Interino |
|         |         | Jorge Ramos Hernández        | 22°        | Tijuana, Baja California | 1 de noviembre de 2007 - 31 de octubre de 2010     | Partido Acción Nacional              | Desarrolló el Programa Integral de Repavimentación, PIRE. Construyó la Unidad Deportiva José San Meza Cortés y el Parque Municipal Camino Verde. También se inauguró la Comandancia Regional Sur Margarito Saldaña y la Preparatoria Municipal de Tijuana ''Manuel Gómez Morín''. Inauguración del Museo de Historia de Tijuana y la Casa de la Cultura El Pípila.                 |
|         |         | Carlos Bustamante Anchondo   | 23°        | Tijuana, Baja California | 1 de noviembre de 2010 - 31 de octubre de 2013     | Partido Revolucionario Institucional | Construyó la Comandancia Regional Centro y la Escuela Primaria Municipal Emma Anchondo de Bustamante. Se creó el Centro Multidisciplinario Deportivo de Tijuana y se realizaron los Juegos Olímpicos Municipales. Fue investigado por un caso de corrupción en la contratación de luminarias públicas.                                                                             |
|         |         | Jorge Astiazarán Orcí        | 24°        | Los Ángeles, California  | 1 de noviembre de 2013 - 31 de octubre de 2016     | Partido Revolucionario Institucional | Creó el Sistema Integral de Transporte de Tijuana (SITT), con la ruta troncal No.1. Construyó la Casa del Policía. Se abrieron 3 estaciones de bomberos. Se crea la Delegación La Presa Este y se fusionan la delegación Otay-Centenario. |
|         |         | Juan Manuel Gastélum         | 25°        | Tijuana, Baja California | 1 de noviembre de 2016 - 6 de abril de 2019        | Partido Acción Nacional              | Su gobierno fue criticado como racista, por las declaraciones que hizo respecto a las caravanas migrantes que se instalaron en la ciudad. |
|         |         | Eduardo Terreros Martínez    | 26°        |                          | 6 de abril de 2019 - 3 de junio de 2019            | Partido Acción Nacional              | Alcalde interino. Toma la presidencia tras la licencia de Juan Manuel Gastélum. |
|         |         | Juan Manuel Gastélum         | 2° mandato | Tijuana, Baja California | 3 de junio de 2019 - 30 de septiembre de 2019      | Partido Acción Nacional              | |
|         |         | Arturo González Cruz         | 27°        | Tijuana, Baja California | 1 de octubre de 2019 - 15 de octubre de 2020       | Movimiento de Regeneración Nacional  | Durante su administración se pagó una de las deudas que tenía el Ayuntamiento.. |
|         |         | Karla Ruiz McFarland         | 28°        | Tijuana, Baja California | 16 de octubre de 2020 - 5 de noviembre de 2020     | Movimiento de Regeneración Nacional  | Primera alcaldesa interina. Asume la alcaldía para cubrir la licencia otorgada a Arturo González. Inaugura la Plaza del Policía #3. |
|         |         | Arturo González Cruz         | 2° mandato | Tijuana, Baja California | 5 de noviembre de 2020 - 12 de febrero de 2021     | Movimiento de Regeneración Nacional  | Presidente titular. Reasume la presidencia al término de su licencia. Posteriormente pide licencia definitiva, siendo el primer alcalde de Tijuana en renunciar al cargo. |
|         |         | Karla Ruiz McFarland         | 2° mandato | Tijuana, Baja California | 12 de febrero de 2021 - 28 de septiembre de 2021   | Movimiento de Regeneración Nacional  | Asume por segunda ocasión para cubrir la licencia otorgada por Cabildo a Arturo González Cruz. Presentan el libro “Paleta vegetal de Tijuana”, respecto a la flora autóctona de la ciudad. |
|         |         | Arturo González Cruz         | 3° mandato | Tijuana, Baja California | 29 de septiembre de 2021- 30 de septiembre de 2021 | Partido Verde Ecologista de México   | La madrugada del 29 de septiembre, el Congreso en sesión extraordinaria otorga permiso de regresar a la presidencia municipal. |
|         |         | Montserrat Caballero Ramírez | 29°        | Oaxaca de Juárez, Oaxaca | 1 de octubre de 2021 - 30 de septiembre de 2024    | Movimiento de Regeneración Nacional  | Primera alcaldesa electa de TijuanaConstruyó el Parque Recreativo y Deportivo Cerro de las Abejas Saldó la deuda total que tenía el Ayuntamiento |
|         |         | Ismael Burgueño Ruiz         | 30°        | Tijuana, Baja California | 1 de octubre de 2024 - en funciones                | Movimiento de Regeneración Nacional  | |